# De Dion-Bouton Type CT
Der De Dion-Bouton Type CT ist ein Pkw-Modell aus den 1910er Jahren. Hersteller war De Dion-Bouton aus Frankreich.

## Beschreibung
Die Zulassung durch die nationale Zulassungsbehörde erfolgte am 6. Januar 1911. Vorgänger war der Type CH.
Der Vierzylindermotor hat 90 mm Bohrung, 120 mm Hub und 3054 cm³ Hubraum. Er war damals in Frankreich mit 18 Cheval fiscal (Steuer-PS) eingestuft. Er ist vorne im Fahrgestell montiert und treibt über ein Vierganggetriebe und eine Kardanwelle die Hinterräder an. Der Wasserkühler ist direkt vor dem Motor hinter einem deutlich sichtbaren Kühlergrill. Die Hinterachse ist eine De-Dion-Achse.
Die Basis bildet ein Pressstahlrahmen. Der Radstand beträgt 3240 mm und die Spurweite 1400 mm. Eine Fahrzeuglänge von 4600 mm ist bekannt.
Bekannt sind Aufbauten als Tourenwagen, Limousine und Landaulet.
Das Modell wurde nur 1911 produziert. Nachfolger wurde der Type DJ, der am 28. November 1911 seine Zulassung erhielt.